# Thomas Widmann
Thomas Widmann (* 16. September 1959 in Bozen) ist ein Südtiroler Politiker und ehemaliges Mitglied der Südtiroler Volkspartei (SVP).

## Leben und Wirken
Seine Kindheit verbrachte er mit seinen Eltern (dem SVP-Politiker Franz Widmann und Pia Heren Widmann) und sieben Geschwistern auf einem Bauernhof in Bozen. Nach der Mittelschule besuchte er die Gewerbeoberschule in Fachrichtung Maschinenbau in Bozen.
1979 zog Widmann nach Wien, wo er an der Universität für Bodenkultur (Boku) Agrarökonomie studierte. Sein Studium finanzierte er mit diversen Nebenjobs. Als Mountainbiker und Europacup-Fahrer wurde er zum Mitbegründer des Magazins „Bike“, bei dem er zwei Jahre lang in der Redaktion mitarbeitete. Widmann schloss seine universitäre Ausbildung 1988 mit einer Arbeit über die Auswirkungen der Abtrennung Südtirols auf die Entwicklung der Raiffeisengenossenschaften als Diplom-Ingenieur ab.
In Südtirol startete Widmanns beruflicher Werdegang 1989 als Direktionsassistent beim Südtiroler Bauernbund, 1993 wurde er Direktor des Bauernbundes. Zugleich war er zwei Jahre lang Präsident des Wirtschaftsforschungsinstituts WIFO. Von 1997 bis 2003 war er Landessekretär der Südtiroler Volkspartei. Widmann ist verheiratet, hat vier Söhne und lebt in Afing. Nebenberuflich bewirtschaftet er dort einen Bauernhof, zwischen 2002 und 2009 (de facto 2011) war er Mitbesitzer eines Weingutes in der Toskana.
Bei den Wahlen 2003 konnte Widmann ein Mandat für den Südtiroler Landtag und damit gleichzeitig den Regionalrat Trentino-Südtirol erringen. Anschließend wurde er in die Landesregierung berufen, wo er im Kabinett Durnwalder IV die Ressorts Personal, Tourismus, Verkehr und Transportwesen betreute. Als politischen Erfolg konnte Widmann die Wiederinbetriebnahme der Vinschgaubahn verbuchen, die allerdings schon unter seinem Vorgänger Michele Di Puppo ausgebaut worden war. Initiativ wurde er auch im Zusammenhang der sogenannten Citybusse (Brixen, Bruneck, Schlanders, Mals, Eppan, Toblach sowie im Unterland), der neuen Rittner Seilbahn, der Nightliner, die von der Jungen Generation in der SVP gefordert worden waren, und der neuen Pustertaler Bahn. Ebenso zeichnete er für den umstrittenen Ausbau des Flughafens Bozen und die ebenfalls umstrittene Errichtung des Safety Parks in Pfatten verantwortlich.
Bei den Wahlen 2008 erzielte Widmann 18.629 Vorzugsstimmen, und übernahm in der Folge im Kabinett Durnwalder V als Landesrat die Ressorts Handwerk, Industrie, Handel, Mobilität und Personal. Bei der Landtagswahl 2013 konnte er mit 14.202 Vorzugsstimmen erneut ein Mandat erringen. Am 17. Januar 2014 wählte das Plenum Widmann – auf Vorschlag des neuen Landeshauptmanns Arno Kompatscher – mit 20 Stimmen zum Landtagspräsidenten. Zur Halbzeit der Legislaturperiode übergab er im Mai 2016 gemäß dem vorgesehenen Rotationsprinzip sein Amt an Roberto Bizzo und übernahm den Posten des Vizepräsidenten. Wenige Tage später übernahm er wiederum die Präsidentschaft im Regionalrat, nachdem er dort in der ersten Hälfte der Legislaturperiode als Vizepräsident gedient hatte.
Im Rahmen der Landtagswahlen 2018 gelang Widmann mit 10.590 Vorzugsstimmen ein viertes Mal der Einzug in Landtag und Regionalrat. Nachdem er kurzzeitig erneut als Präsident des Landtags und Vizepräsident des Regionalrats gewirkt hatte, trat er Anfang 2019 von diesen Ämtern zurück, um eine neue Aufgabe in der Landesregierung zu übernehmen: Im Kabinett Kompatscher II war er in der Folge für die Ressorts Gesundheit, Digitale Infrastruktur und Genossenschaftswesen verantwortlich; als Gesundheitslandesrat verantwortete er im Frühjahr 2020 den Ankauf schadhafter chinesischer Schutzware zur Abwehr der Coronapandemie. Im März 2022 wurden Protokolle abgehörter Telefongespräche aus dem Jahr 2018 publiziert, in denen sich Widmann u. a. despektierlich über Kompatscher geäußert hatte. Kompatscher erklärte daraufhin, dass er keine Vertrauensbasis für eine weitere Zusammenarbeit sehe und forderte Widmann zum Rücktritt auf. Nachdem Widmann dies abgelehnt hatte und da der Landeshauptmann nicht die rechtlichen Möglichkeiten hat, einen Landesrat auszutauschen, entzog Kompatscher zum 30. März Widmann seine Ressortzuständigkeiten. Daraufhin erklärte Widmann, auch ohne Zuständigkeiten bis zum Ende der Amtsperiode Mitglied der Landesregierung bleiben zu wollen. In der Folge brachte Kompatscher am 29. April einen Antrag zur Verkleinerung und Umbildung der Landesregierung in den Landtag ein, der angenommen wurde, womit Widmann seinen Sitz in der Landesregierung verlor.
Im Juli 2023 spaltete sich Widmann von der SVP ab und gründete mit Blick auf die Landtagswahlen 2023 die selbständige Liste „Für Südtirol mit Widmann“. Im selben Zusammenhang trat er aus der SVP-Fraktion aus und verlor seine SVP-Mitgliedschaft. Bei den Wahlen erhielt seine Liste 3,4 % der Stimmen, das einzige daraus resultierende Mandat sicherte sich Widmann mit 6.928 Vorzugsstimmen.